# Абдельгани, Мохаммед Бен Ахмед
Мохаммед Бен Ахмед Абдельгани (араб. محمد بن أحمد عبد الغني‎; 18 апреля 1927, Газауэт, Французский Алжир — 22 сентября 1996, Алжир, Алжир) — алжирский военный и государственный деятель, премьер-министр Алжира (1979—1984).

## Биография
Учился в начальной и средней школе в Алжире. В 1943 присоединился к подпольной Партии алжирского народа. Когда в мае 1945 в Сетифе вспыхнули кровавые беспорядки, принял в них участие, был арестован и отбыл тюремный срок. Освобождённый в 1946, уехал во Францию, где продолжал учебу в университете. 
В 1956 прервал учебу и уехал в Каир, а затем в Алжир, где примкнул к Фронту национального освобождения. Сначала принял участие в боевых действиях в Оране, в 1957 стал военно-политическим лидером региона Афлу, затем — командующим Южной зоной. В декабре 1960 перебазировался в восточный Алжир и командовал там местным войсковым контингентом. Впоследствии стал доверенным лицом полковника Хуари Бумедьена, который позже стал президентом.
Являлся офицером алжирской армии, с 1962 по 1964 командовал Первым (столичным) военным округом.
У него были резкие разногласия с президентом Ахмедом Бен Беллой, и он даже был приговорён к смертной казни за государственную измену. После своего помилования принял участие в планировании и осуществлении военного переворота, положившего конец президентству Бен Беллы 19 июня 1965.
С 1965 года был командующим Четвёртым военным округом в Уаргла, а с 1967 — Вторым военного округа в Константине.
Членом Революционного совета с 1965 года. По поручению Х. Бумедьена неоднократно ездил во главе делегаций, в Египте инспектировал авиационные и бронетанковые части на Суэцком канале. В 1968 был назначен председателем Революционного суда.
В 1974—1980 — министр внутренних дел. В октябре 1975 тщетно пытался отговорить правительство Испании от соглашения с Марокко и Мавританией о будущем статусе Западной Сахары.
В 1979—1984 — премьер-министр при президенте Шадли Бенджедиде. С конца января 1979 — член Политбюро ФНО.
В 1984—1988 — государственный министр Алжира.
После отставки ушел из политической жизни, ненадолго вернулся только в сентябре 1996 в качестве участника конференции Национального согласия.
В его честь назван 2-й Оранский университет.